# Artistka
Artistka (russisk: Артистка) er en russisk spillefilm fra 2007 af Stanislav Govorukhin.

## Medvirkende
- Jevgenija Dobrovolskaja som Аnnа
- Jurij Stepanov som Vikentij
- Marija Aronova
- Dmitrij Pevtsov
- Aleksandr Abdulov som Bosjakin